# Чекмагушевский район
Чекмагу́шевский райо́н (баш. Саҡмағош районы) — административно-территориальная единица (район) и муниципальное образование (муниципальный район) в её границах под наименованием муниципальный район Чекмагушевский район (баш. Саҡмағош районы муниципаль районы) в составе Республики Башкортостан Российской Федерации.
Административный центр — село Чекмагуш.

## География
Район находится на северо-западе Башкортостана в 111 км от Уфы.  Расположен в пределах Прибельской увалисто-волнистой равнины. Климат умеренно континентальный, тёплый, незначительно засушливый. На территории района берёт начало река База, левый приток реки Белой. Распространены типичные, выщелоченные и оподзоленные чернозёмы, тёмно-серые и серые лесные почвы. Леса из дуба, берёзы, липы занимают 19,9 % площади района. Полезные ископаемые представлены месторождениями нефти, кирпичной глины, строительного камня, песка, известняка, агрономических руд.

## История
Район был образован 20 августа 1930 года. Территорию района в прошлом занимали башкирские роды, названные с середины XVI века волостями: Дуванейской, Кыр-Иланской, Елдятской, Канлинской и Шемшадинской.
В 1866 году в результате преобразования волости получили новые названия: Чекмагушевская, Резяповская и другие.
В 1918 году набирало силу белое движение. Наиболее крупный белый отряд был организован Акселем Готлундом и насчитывал около 150 человек. В дальнейшем белые были уничтожены чеверевскими отрядами. В июне 1918 года в состав Красной Армии вступило немало жителей района. Героями гражданской войны стали Захит Гареев и Ахтям Бахтизин, командиры-красноармейцы, уроженцы деревни Верхне-Аташево.
В 1963—1965 гг. в связи с укрупнением районов в состав района входила территория Кушнаренковского района.

## Население
| 1939    | 1959    | 1970    | 1979    | 1989    | 2002    | 2008    | 2009    | 2010    |
| ------- | ------- | ------- | ------- | ------- | ------- | ------- | ------- | ------- |
| 57 200  | ↘43 315 | ↗46 466 | ↘39 741 | ↘32 659 | ↗33 031 | ↘32 669 | ↘32 385 | ↘30 780 |
| 2012    | 2013    | 2014    | 2015    | 2016    | 2017    | 2018    | 2019    | 2021    |
| ↘30 369 | ↘30 139 | ↘29 559 | ↘29 073 | ↘28 816 | ↘28 546 | ↘28 403 | ↘28 120 | ↗28 631 |

Согласно прогнозу Минэкономразвития России, численность населения будет составлять:
- 2024 — 28,47 тыс. чел.
- 2035 — 27,4 тыс. чел.

### Национальный состав
По данным Всероссийской переписи населения 2010 года: татары — 62,8 %, башкиры — 30,7 %, чуваши — 3,1 %, русские — 2,1 %, лица других национальностей — 1,3 %.
По итогам переписи населения 2020 года проживали следующие национальности (национальности менее 0,1 % и другое см. в сноске к строке «Другие»):
| Национальность | Численность, чел. | Доля     |
| -------------- | ----------------- | -------- |
| Татары         | 16 720            | 58,40 %  |
| Башкиры        | 9943              | 34,73 %  |
| Русские        | 758               | 2,65 %   |
| Чуваши         | 740               | 2,58 %   |
| Марийцы        | 128               | 0,45 %   |
| Узбеки         | 114               | 0,40 %   |
| Таджики        | 40                | 0,14 %   |
| Другие         | 188               | 0,65 %   |
| Итого          | 28 631            | 100,00 % |

### Языковой состав
Согласно Всероссийской переписи населения 2010 года родными языками населения являлись: 
татарский — 90,7%, чувашский — 3,0%, башкирский — 3,0%, русский — 2,4%.
Согласно Всероссийской переписи населения 2020 года родными языками населения являлись: татарский — 73 %, башкирский — 18,8 %, русский — 4,2 %, чувашский — 2,6 %.

## Административное деление
В Чекмагушский район как административно-территориальную единицу республики входит 13 сельсоветов.
В одноимённый муниципальный район в рамках местного самоуправления входит 13 муниципальных образований со статусом сельского поселения:
| №     | Муниципальное образование   | Административный центр | Количество населённых пунктов | Население (чел.) | Площадь (км²) |
| ----- | --------------------------- | ---------------------- | ----------------------------- | ---------------- | ------------- |
| 1e-06 | Сельское поселение          |                        |                               |                  |               |
| 1     | Башировский сельсовет       | село Старобаширово     | 7                             | ↘1064            |               |
| 2     | Имянликулевский сельсовет   | село Имянликулево      | 3                             | ↘1143            |               |
| 3     | Калмашбашевский сельсовет   | село Калмашбашево      | 3                             | ↘1006            |               |
| 4     | Новобалтачевский сельсовет  | село Новобалтачево     | 10                            | ↘1316            |               |
| 5     | Новокутовский сельсовет     | село Новокутово        | 4                             | ↘838             |               |
| 6     | Рапатовский сельсовет       | село Рапатово          | 3                             | ↘880             |               |
| 7     | Резяповский сельсовет       | село Резяпово          | 10                            | ↘1058            |               |
| 8     | Старокалмашевский сельсовет | село Старокалмашево    | 4                             | ↘1837            |               |
| 9     | Тайняшевский сельсовет      | село Тайняшево         | 5                             | ↗1051            |               |
| 10    | Тузлукушевский сельсовет    | село Тузлукушево       | 8                             | ↗1688            |               |
| 11    | Урнякский сельсовет         | село Урняк             | 8                             | ↘2092            |               |
| 12    | Чекмагушевский сельсовет    | село Чекмагуш          | 4                             | ↗12 112          |               |
| 13    | Юмашевский сельсовет        | село Юмашево           | 9                             | ↘2318            |               |

### Населённые пункты
| №  | Населённый пункт | Тип     | Население | Муниципальное образование   |
| -- | ---------------- | ------- | --------- | --------------------------- |
| 1  | Аблаево          | село    | ↘1067     | Урнякский сельсовет         |
| 2  | Ахметово         | село    | ↘326      | Тайняшевский сельсовет      |
| 3  | Байбулатово      | село    | ↘205      | Резяповский сельсовет       |
| 4  | Бардаслы         | село    | ↘120      | Урнякский сельсовет         |
| 5  | Бикметово        | село    | ↘109      | Новокутовский сельсовет     |
| 6  | Булгар           | деревня | ↘46       | Старокалмашевский сельсовет |
| 7  | Буляково         | деревня | ↘20       | Резяповский сельсовет       |
| 8  | Васильевка       | деревня | ↘0        | Новобалтачевский сельсовет  |
| 9  | Верхние Карьявды | село    | ↘34       | Новобалтачевский сельсовет  |
| 10 | Верхний Аташ     | село    | ↘474      | Имянликулевский сельсовет   |
| 11 | Земеево          | деревня | ↘130      | Имянликулевский сельсовет   |
| 12 | Игенче           | деревня | ↘110      | Чекмагушевский сельсовет    |
| 13 | Имянликулево     | село    | ↘761      | Имянликулевский сельсовет   |
| 14 | Кавказ           | деревня | ↘9        | Старокалмашевский сельсовет |
| 15 | Калмашбашево     | село    | ↘774      | Калмашбашевский сельсовет   |
| 16 | Каразириково     | село    | ↘405      | Тузлукушевский сельсовет    |
| 17 | Каран            | село    | ↘167      | Тайняшевский сельсовет      |
| 18 | Караталово       | село    | ↘212      | Юмашевский сельсовет        |
| 19 | Каргалы          | село    | ↘161      | Тузлукушевский сельсовет    |
| 20 | Кашаково         | деревня | ↘124      | Тузлукушевский сельсовет    |
| 21 | Кашкарово        | село    | ↘133      | Калмашбашевский сельсовет   |
| 22 | Киндеркулево     | деревня | ↘245      | Урнякский сельсовет         |
| 23 | Кусекеево        | село    | ↘349      | Урнякский сельсовет         |
| 24 | Кызыл-Юлдуз      | деревня | →2        | Урнякский сельсовет         |
| 25 | Ленино           | деревня | ↘130      | Новобалтачевский сельсовет  |
| 26 | Макаровка        | деревня | ↘52       | Юмашевский сельсовет        |
| 27 | Митро-Аюповское  | село    | ↘457      | Юмашевский сельсовет        |
| 28 | Нариманово       | деревня | ↗315      | Чекмагушевский сельсовет    |
| 29 | Нижние Карьявды  | село    | ↘141      | Новобалтачевский сельсовет  |
| 30 | Николаевка       | деревня | ↘59       | Новобалтачевский сельсовет  |
| 31 | Новая Муртаза    | село    | ↘164      | Старокалмашевский сельсовет |
| 32 | Новобалаково     | село    | ↘104      | Резяповский сельсовет       |
| 33 | Новобалтачево    | село    | ↗820      | Новобалтачевский сельсовет  |
| 34 | Новобаширово     | деревня | ↘26       | Башировский сельсовет       |
| 35 | Новобиккино      | село    | ↘211      | Рапатовский сельсовет       |
| 36 | Новоихсаново     | село    | ↘138      | Башировский сельсовет       |
| 37 | Новокалмашево    | село    | ↘143      | Башировский сельсовет       |
| 38 | Новокаразириково | деревня | ↘1        | Тузлукушевский сельсовет    |
| 39 | Новокутово       | село    | ↘542      | Новокутовский сельсовет     |
| 40 | Новопучкаково    | деревня | ↘90       | Юмашевский сельсовет        |
| 41 | Новоресмекеево   | деревня | →4        | Рапатовский сельсовет       |
| 42 | Новосеменкино    | село    | ↘207      | Юмашевский сельсовет        |
| 43 | Новосурметово    | деревня | ↘7        | Резяповский сельсовет       |
| 44 | Новотайняшево    | деревня | ↘19       | Резяповский сельсовет       |
| 45 | Новоюмраново     | деревня | ↘55       | Башировский сельсовет       |
| 46 | Новые Карьявды   | село    | ↘276      | Новобалтачевский сельсовет  |
| 47 | Нур              | деревня | ↘68       | Урнякский сельсовет         |
| 48 | Рапатово         | село    | ↘830      | Рапатовский сельсовет       |
| 49 | Резяпово         | село    | ↘532      | Резяповский сельсовет       |
| 50 | Ресмекеево       | деревня | ↘95       | Чекмагушевский сельсовет    |
| 51 | Сары-Айгыр       | деревня | ↗16       | Тайняшевский сельсовет      |
| 52 | Старобалаково    | село    | ↘218      | Тайняшевский сельсовет      |
| 53 | Старобаширово    | село    | ↘410      | Башировский сельсовет       |
| 54 | Старобиккино     | село    | ↘236      | Калмашбашевский сельсовет   |
| 55 | Староихсаново    | село    | ↗216      | Башировский сельсовет       |
| 56 | Старокалмашево   | село    | ↗1849     | Старокалмашевский сельсовет |
| 57 | Старопучкаково   | село    | ↘276      | Юмашевский сельсовет        |
| 58 | Старосурметово   | село    | ↘7        | Резяповский сельсовет       |
| 59 | Староузмяшево    | село    | ↘122      | Юмашевский сельсовет        |
| 60 | Старые Чупты     | деревня | ↘16       | Новокутовский сельсовет     |
| 61 | Сыйрышбашево     | село    | ↗559      | Тузлукушевский сельсовет    |
| 62 | Тайняшево        | село    | ↘487      | Тайняшевский сельсовет      |
| 63 | Тамьяново        | село    | ↘268      | Новокутовский сельсовет     |
| 64 | Таскаклы         | село    | ↘154      | Тузлукушевский сельсовет    |
| 65 | Таш-Елга         | деревня | ↘0        | Резяповский сельсовет       |
| 66 | Ташкалмашево     | село    | ↘240      | Башировский сельсовет       |
| 67 | Тузлукушево      | село    | ↘530      | Тузлукушевский сельсовет    |
| 68 | Тукаево          | деревня | ↘80       | Новобалтачевский сельсовет  |
| 69 | Уйбулатово       | село    | ↘262      | Юмашевский сельсовет        |
| 70 | Урняк            | село    | ↘665      | Урнякский сельсовет         |
| 71 | Филипповка       | деревня | →0        | Резяповский сельсовет       |
| 72 | Чекмагуш         | село    | ↗13 024   | Чекмагушевский сельсовет    |
| 73 | Чишма-Каран      | деревня | →28       | Новобалтачевский сельсовет  |
| 74 | Чияликулево      | деревня | ↘27       | Новобалтачевский сельсовет  |
| 75 | Чуртанбашево     | деревня | ↘55       | Тузлукушевский сельсовет    |
| 76 | Юмашево          | село    | ↘865      | Юмашевский сельсовет        |
| 77 | Яна Бирде        | село    | ↘324      | Резяповский сельсовет       |
| 78 | Яш-Куч           | деревня | ↘19       | Урнякский сельсовет         |

## Экономика
Район сельскохозяйственный. Площадь сельскохозяйственных угодий — 136,9 тыс. га, в том числе пашен — 106,5 тыс. га, сенокосов — 0,7 тыс. га, пастбищ — 29,6 тыс. га. Специализация района: зерновое хозяйство, возделывание сахарной свеклы и подсолнечника, молочно-мясное скотоводство, свиноводство и овцеводство.

## Транспорт
Район пересекают региональные автомобильные дороги Кушнаренково — Бакалы и Дюртюли — Буздяк. Протяженность автомобильных дорог с твердым покрытием достигла 500 км, из них 160 км с асфальтированным покрытием.

## Социальная сфера
В районе действует 58 общеобразовательных школ, в том числе 18 средних, профессиональное училище в селе Чекмагуш, центральная районная и 2 сельские участковые больницы, 21 сельская библиотека, 56 клубных учреждений. Работает детская школа искусств, дом детского творчества, детско-юношеская спортивная школа, центральная библиотека, краеведческий музей. Издаются газеты «Сакмагош саткылары» на башкирском и «Игенче» на татарском языках. Имеется местное телевидение «ТВ Чекмагуш», которое выходит в эфир 2 раза в неделю.